# Proceratophrys sanctaritae
Proceratophrys sanctaritae es una especie de anfibio anuro de la familia Odontophrynidae.

## Distribución geográfica
Esta especie es endémica del estado de Bahía en Brasil. Se encuentra en Amargosa en Serra do Timbó.

## Etimología
El nombre de su especie le fue dado en referencia al lugar de su descubrimiento, el bosque de Santa Rita.

## Publicación original
- Cruz & Napoli, 2010 : A new species of smooth horned frog, genus Proceratophrys Miranda-Ribeiro (Amphibia: Anura: Cycloramphidae), from the Atlantic Rainforest of eastern Bahia, Brazil. Zootaxa, n.º 2660, p. 57-67[2]